# Isandrina
Isandrina là một chi thực vật có hoa trong họ Đậu.

## Hình ảnh

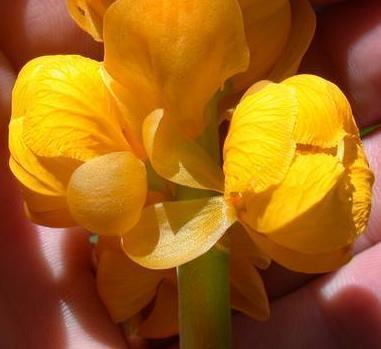
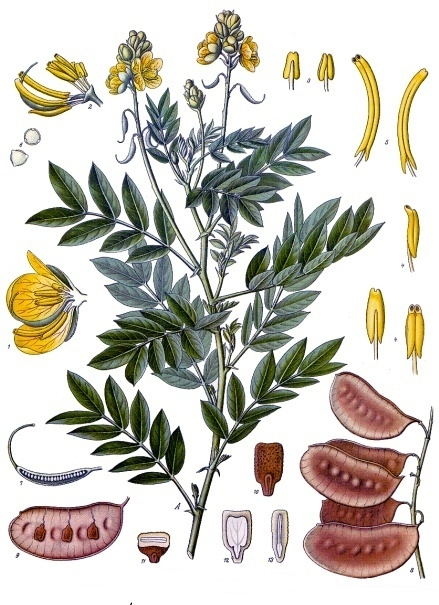